# アウト・オブ・タイム (アルバム)
『アウト・オブ・タイム』（Out of Time）は、アメリカ合衆国のオルタナティヴ・ロック・バンド、R.E.M.が1991年に発表した7作目のスタジオ・アルバム。R.E.M.は本作で、アメリカやヨーロッパにおいて大きな成功を収めた。

## 背景
ベーシック・トラックはニューヨーク州のベアズヴィル・スタジオでレコーディングされ、当初は同スタジオを3カ月押さえていたが、最終的には3週間でベーシック・トラックの録音を完了させた。「ラヂオ・ソング」にはKRS・ワンがゲスト参加しており、当初は「ヘイ、ヘイ、ヘイ」というフレーズだけを歌う予定だったが、最終的にはラップも担当した。また、B-52'sのケイト・ピアソンが3曲に参加した。

## 反響
本作からの先行シングル「ルージング・マイ・レリジョン」は、アメリカのBillboard Hot 100で4位、『ビルボード』のメインストリーム・ロック・チャートとモダン・ロック・チャートの両方で1位を獲得した。そして、続いて本作が発表されると、アメリカのBillboard 200では自身初の1位を獲得し、1991年5月にはRIAAによりプラチナ・ディスクに認定されて、1992年6月には4×プラチナにまで売り上げを伸ばしている。
全英アルバムチャートでも自身初の1位獲得を果たし、合計183週にわたってチャート圏内に入る大ヒットを記録した。オーストリアのアルバム・チャートでは4週連続で1位を獲得した。オランダでは1991年6月15日付のアルバム・チャートで1位を獲得し、21週連続でトップ10にとどまった。ノルウェーのアルバム・チャートでは合計8週にわたり4位を記録し、自身初のトップ5入りを果たした。

## 評価
グラミー賞では、本作が最優秀アルバム賞と最優秀オルタナティヴ・ミュージック・パフォーマンス賞の2部門にノミネートされた。また、本作収録曲の「ルージング・マイ・レリジョン」は最優秀レコード賞、最優秀楽曲賞、最優秀ポップ・パフォーマンス賞（デュオまたはグループ）、最優秀短編ミュージック・ビデオ賞の4部門、「ラヂオ・ソング」は最優秀ロック・ボーカル・パフォーマンス賞（デュオまたはグループ）にノミネートされた。そして、最終的には本作が最優秀オルタナティヴ・ミュージック・パフォーマンス賞を受賞し、「ルージング・マイ・レリジョン」が最優秀ポップ・パフォーマンス賞（デュオまたはグループ）と最優秀短編ミュージック・ビデオ賞を受賞した。
『ローリング・ストーン』誌が選出した「90年代のベスト・アルバム100」では68位にランク・イン。

## 収録曲
全曲ともメンバー4人の共作。
1. ラヂオ・ソング - "Radio Song" - 4:16
2. ルージング・マイ・レリジョン - "Losing My Religion" - 4:28
3. ロウ - "Low" - 4:56
4. ニア・ワイルド・ヘヴン - "Near Wild Heaven" - 3:19
5. エンドゲーム - "Endgame" - 3:50
6. シャイニー・ハッピー・ピープル - "Shiny Happy People" - 3:46
7. ビロング - "Belong" - 4:07
8. ハーフ・ア・ワールド・アウェイ - "Half a World Away" - 3:28
9. テキサーカナ - "Texarkana" - 3:39
10. カントリー・フィードバック - "Country Feedback" - 4:09
11. ミー・イン・ハニー - "Me in Honey" - 4:06

## 参加ミュージシャン
- マイケル・スタイプ - ボーカル、メロディカ
- ピーター・バック - ギター、マンドリン
- マイク・ミルズ - ベース、オルガン、キーボード、ピアノ、ハープシコード、パーカッション、ボーカル
- ビル・ベリー - ドラムス、パーカッション、ピアノ、ベース、バッキング・ボーカル

アディショナル・ミュージシャン
- KRS・ワン - ラップ(on #1)
- ケイト・ピアソン - ボーカル(on #4, #6, #11)
- ピーター・ホルサップル - ベース(on #1, #3)、アコースティック・ギター(on #2, #6, #9)、 エレクトリック・ギター(on #7)
- キッド・ジョーダン - バリトン・サックス(on #1, #4)、テナー・サックス(on #1, #5)、アルト・サックス(on #1)、バスクラリネット(on #3, #5)
- スコット・リット - エコー・ループ・フィードバック(on #1)
- セシル・ウェルチ - フリューゲルホルン(on #5)
- ジョン・キーン - ペダル・スティール・ギター(on #9, #10)
- マーク・ビンガム - ストリングス・アレンジ( on #1, #3, #4, #5, #6, #8, #9)
- David Arenz、Ellie Arenz、David Braitberg、Dave Kempers - ヴァイオリン(on #1, #3, #4, #5, #6, #8, #9)
- ポール・マーフィー、リード・ハリス - ヴィオラ(on #1, #3, #4, #5, #6, #8, #9)
- エリザベス・マーフィー、アンドリュー・コックス - チェロ
- ラルフ・ジョーンズ - ダブル・ベース(on #1, #3, #4, #5, #6, #8, #9)
- Jay Weigel - orchestral liaison(on #1, #3, #4, #5, #6, #8, #9)